# Châlons-en-Champagne
Châlons-en-Champagne là tỉnh lỵ của tỉnh Marne, thuộc vùng Grand Est của nước Pháp, có dân số là 47.339 người (thời điểm 1999).

## Thông tin nhân khẩu
| 1962   | 1968   | 1975   | 1982   | 1990   | 1999   |
| ------ | ------ | ------ | ------ | ------ | ------ |
| 41 705 | 50 764 | 52 275 | 51 137 | 48 423 | 47 339 |

## Các thành phố kết nghĩa
Châlons-en-Champagne kết nghĩa với:
- Bobo-Dioulasso, Burkina Faso
- Ilkeston, Vương quốc Liên hiệp Anh và Bắc Ireland
- Mirabel, Québec, Canada
- Neuss, Đức
- Razgrad, Bulgaria
- Wittenberge, Đức

## Những người con của thành phố
- David Blondel
- Adelbert von Chamisso
- Jacques Massu, tướng
- Nicolas Appert (1749-1841)